# Terra Alta Hitita
La Terra Alta Hitita era una regió muntanyosa a l'est d'Hattusa.
Cap a l'any 1370 aC el rei Tudhalias III es va haver d'establir en aquesta zona, a la ciutat de Samuha, quan les bel·licoses tribus dels kashka van amenaçar i finalment saquejar i ocupar la capital Hattusa. Per contra, la Terra Baixa Hitita serien les terres planes al sud-oest d'Hattusa i de la regió del Llac de la Sal.
Hattusilis, germà de Muwatallis II va ser nomenat governador de la terra Alta, govern que després va servir de base al Regne d'Hakpis, amb Samuha, Pitteyarika, Hakpis, Istahara, Tarahna, Hattina i Hanhana com a principals ciutats, totes a la vora dels territoris kashka.